# Chrysolina
Chrysolina es un género de coleópteros polífagos de la familia Chrysomelidae que incluye numerosas especies.
Las especies C. cerealis y C. graminis están protegidas en el Reino Unido. Todas las especies de Chrysolina son herbívoras, especialistas de ciertas plantas (planta nutricia) y algunos se usan como controles biológicos de malezas. Chrysolina hyperici fue introducida con éxito en Australia en 1930 para controlar a hipérico (Hypericum perforatum). También se la usa con este fin en los Estados Unidos. Otras, especialmente C. quadrigemina, han sido introducidas en California en la década de 1940.

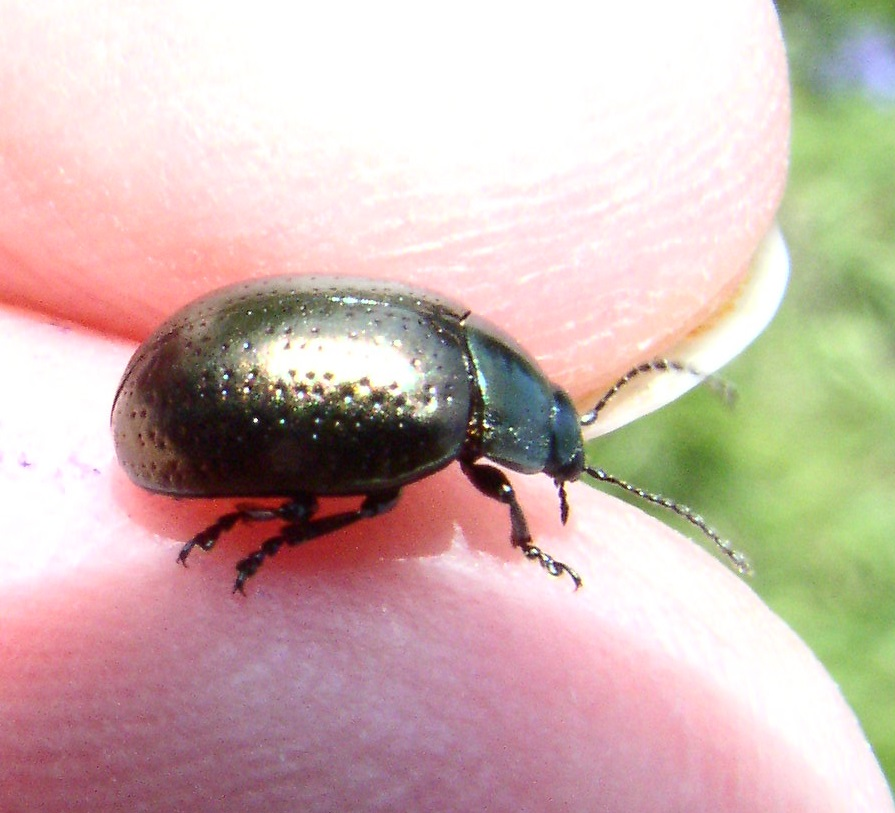
Chrysolina hyperici en Oregón.

## Algunas especies
- Chrysolina adzharica Lopatin, 1988
- Chrysolina affinis Fabricius, 1787
- Chrysolina americana Linnaeus, 1758
- Chrysolina analis Linnaeus, 1767
- Chrysolina arctica Medvedev in Medvedev & Korotyaev, 1980
- Chrysolina atrovirens Frivaldszky, 1876
- Chrysolina aurichalcea Mannerheim, 1825
- Chrysolina aveyronenesis Bechyné, 1950
- Chrysolina baetica Suffrian, 1851
- Chrysolina bankii Fabricius, 1775
- Chrysolina baronii Daccordi, 1979
- Chrysolina beatricis Daccordi, 1980
- Chrysolina belousovi Lopatin, 2000
- Chrysolina bergeali (Bourdonne, 2004)
- Chrysolina bertiae Daccordi, 1982
- Chrysolina bicolor Fabricius, 1775
- Chrysolina bienkowskii Lopatin, 2000
- Chrysolina boreosinica Lopatin, 2004
- Chrysolina borochorensis Lopatin, 2000
- Chrysolina bourdonnei Daccordi & Ruffo, 2005
- Chrysolina brahma Takizawa, 1980
- Chrysolina brunsvicensis Gravenhorst, 1807
- Chrysolina burchana Lopatin, 1998
- Chrysolina capricornus Mikhailov, 2000
- Chrysolina carnifex Fabricius, 1792
- Chrysolina carpathica Fuss, 1856
- Chrysolina cerealis Linnaeus, 1767
- Chrysolina chalcites Germar, 1824
- Chrysolina cinctipennis Harold, 1874
- Chrysolina claripes Lopatin, 2002
- Chrysolina coerulans Scriba, 1791
- Chrysolina colasi Cobos, 1952
- Chrysolina confucii Lopatin, 2007
- Chrysolina copta Daccordi, 1978
- Chrysolina corcyria Suffrian, 1851
- Chrysolina costalis Olivier, 1807
- Chrysolina cretica Olivier, 1807
- Chrysolina cribrosa Ahrens, 1812
- Chrysolina cuprina cuprina Duftschmid, 1825
- Chrysolina cuprina Duftschmid, 1825
- Chrysolina curvilinea Weise, 1884
- Chrysolina daccordii (Medvedev & Sprecher-Uebersax, 1999)
- Chrysolina daccordii Lopatin, 2000
- Chrysolina dalailamai Lopatin, 1998
- Chrysolina dalia Chen, 1984
- Chrysolina daosana Lopatin, 2007
- Chrysolina davidiani Lopatin, 2002
- Chrysolina deubeli Ganglbauer, 1897
- Chrysolina dhaulagirica Medvedev, 1990
- Chrysolina didymata Scriba, 1791
- Chrysolina diluta Germar, 1824
- Chrysolina dogueti Daccordi, 1982
- Chrysolina dolini Lopatin, 1999
- Chrysolina dudkoi Mikhailov, 2000
- Chrysolina elbursica Lopatin, 1981
- Chrysolina eldae Daccordi, 1982
- Chrysolina erzinica Mikhailov, 2002
- Chrysolina eurina Frivaldszky, 1883
- Chrysolina fascinatrix Lopatin, 1998
- Chrysolina fastuosa Scopoli, 1763
- Chrysolina femoralis Olivier, 1790
- Chrysolina fimbrialis Küster, 1845
- Chrysolina fortunata Wollaston, 1864
- Chrysolina fragariae Wollaston, 1854
- Chrysolina fuliginosa Olivier, 1807
- Chrysolina gansuica Lopatin, 2006
- Chrysolina geae Lopatin, 2006
- Chrysolina gebleri Medvedev, 1979
- Chrysolina geminata Paykull, 1799
- Chrysolina glebi Lopatin, 1988
- Chrysolina globipennis Suffrian, 1851
- Chrysolina globosa Panzer, 1805
- Chrysolina graminis Linnaeus, 1758
- Chrysolina grancanariensis Lindberg, 1953
- Chrysolina grossa Fabricius, 1792
- Chrysolina gruevi Lopatin, 2007
- Chrysolina gypsophilae Küster, 1845
- Chrysolina haemoptera Linnaeus, 1758
- Chrysolina halysa Bechyné, 1950
- Chrysolina hartmanni Medvedev, 1999
- Chrysolina helopioides Suffrian, 1851
- Chrysolina herbacea Duftschmid, 1825
- Chrysolina hyperboreica Mikhailov, 2002
- Chrysolina hyperici Forster, 1771
- Chrysolina hyrcana Weise, 1884
- Chrysolina infernalis Lopatin, 2007
- Chrysolina inflata Weise, 1916
- Chrysolina interstincta Suffrian, 1851
- Chrysolina janczyki Daccordi, 1980
- Chrysolina jenisseiensis Breit, 1920
- Chrysolina jiangi Lopatin, 2006
- Chrysolina joliveti Bechyné, 1950
- Chrysolina kabaki Lopatin, 1988
- Chrysolina kaikana Lopatin, 1992
- Chrysolina kataevi Lopatin, 2000
- Chrysolina katonica Lopatin, 1988
- Chrysolina khalyktavica Lopatin, 2005
- Chrysolina koktumensis Lopatin & Kulenova, 1987
- Chrysolina kozlovi Lopatin, 1988
- Chrysolina kuesteri Helliesen, 1912
- Chrysolina kungeyana (Bourdonne, 2004)
- Chrysolina latecincta Demaison, 1896
- Chrysolina lepida Brullé, 1838
- Chrysolina lepida Olivier, 1807
- Chrysolina levi Ochrimenko, 1990
- Chrysolina lichenis Richter, 1820
- Chrysolina limbata Fabricius, 1775
- Chrysolina luchti Lopatin, 2000
- Chrysolina lucida Olivier, 1807
- Chrysolina lucidicollis Küster, 1845
- Chrysolina lutea Petagna, 1819
- Chrysolina mactata Fairmaire, 1859
- Chrysolina marcasitica Germar, 1824
- Chrysolina marginata Linnaeus, 1758
- Chrysolina masoni Daccordi, 1982
- Chrysolina mauroi Lopatin, 2005
- Chrysolina medogana Chen & Wang in Wang & Chen, 1981
- Chrysolina milleri Weise, 1884
- Chrysolina minuscula Daccordi, 1982
- Chrysolina murina Daccordi, 1982
- Chrysolina nagaja (Daccordi, 1982)
- Chrysolina naratica Lopatin, 2000
- Chrysolina neglecta Bienkowski, 1998
- Chrysolina nigrorugosa Lopatin, 2005
- Chrysolina nushana Chen, 1984
- Chrysolina nyalamana Chen & Wang in Wang & Chen, 1981
- Chrysolina obenbergeri Bechyné, 1950
- Chrysolina obscurella Suffrian, 1851
- Chrysolina obsoleta Brullé, 1838
- Chrysolina ogloblini Mikhailov, 2000
- Chrysolina oirota Lopatin, 1990
- Chrysolina olivieri Bedel, 1892
- Chrysolina oricalcia Müller O. F., 1776
- Chrysolina orientalis Olivier, 1807
- Chrysolina osellai Daccordi & Ruffo, 1979
- Chrysolina osellai Daccordi & Ruffo, 1979
- Chrysolina pala Bienkowski, 1998
- Chrysolina paradoxa Medvedev, 1999
- Chrysolina parvati Daccordi, 1982
- Chrysolina patriciae Daccordi, 1982
- Chrysolina peregrina Herrich-Schaeffer, 1839
- Chrysolina petitpierrei Kippenberg, 2004
- Chrysolina petrenkoi Lopatin, 1992
- Chrysolina philotesia Daccordi & Ruffo, 1980
- Chrysolina platypoda Bechyné, 1950
- Chrysolina pliginskii Reitter, 1913
- Chrysolina polita Linnaeus, 1758
- Chrysolina pourtoyi Bourdonne, 1996
- Chrysolina purpurascens Germar, 1822
- Chrysolina purpureoviridis Lopatin, 2005
- Chrysolina quadrigemina Suffrian, 1851
- Chrysolina regeli Lopatin, 2002
- Chrysolina reitteri Weise, 1884
- Chrysolina relucens Rosenhauer, 1847
- Chrysolina rhodia Bechyné, 1950
- Chrysolina rossia Illiger, 1802
- Chrysolina rotundata Lopatin, 2002
- Chrysolina rufa Duftschmid, 1825
- Chrysolina rufoaenea Suffrian, 1851
- Chrysolina sahlbergi Ménétriés, 1832
- Chrysolina sanguinolenta Linnaeus, 1758
- Chrysolina schatzmayri Müller, 1916
- Chrysolina schneideri Weise, 1882
- Chrysolina scotti Daccordi, 2001
- Chrysolina seenoi Daccordi, 1982
- Chrysolina septentrionalis Ménétriés, 1851
- Chrysolina shapaensis Medvedev, 1987
- Chrysolina sichuanica Lopatin, 2002
- Chrysolina silvanae Daccordi, 1978
- Chrysolina songpana Lopatin, 2007
- Chrysolina stachydis Genè, 1839
- Chrysolina staphylaea Linnaeus, 1758
- Chrysolina sturmi Westhoff, 1882
- Chrysolina substrangulata Bourdonne, 1986
- Chrysolina suffriani Fairmaire, 1859
- Chrysolina sundukovi Mikhailov, 2006
- Chrysolina susterai Bechyné, 1950
- Chrysolina tagana Suffrian, 1851
- Chrysolina tangalaensis Kimoto, 2001
- Chrysolina tani Lopatin, 1998
- Chrysolina tastavica Lopatin, 1992
- Chrysolina taygetana Bechyné, 1952
- Chrysolina tekessica Lopatin, 2000
- Chrysolina terskeica Romantsov, 2005
- Chrysolina timarchoides Brisout, 1882
- Chrysolina turca Fairmaire, 1865
- Chrysolina ulugkhemica Mikhailov, 2002
- Chrysolina umbratilis Weise, 1887
- Chrysolina uraltuvensis Mikhailov, 2000
- Chrysolina valichanovi Lopatin, 1990
- Chrysolina varians Schaller, 1783
- Chrysolina variolosa Petagna, 1819
- Chrysolina verestschaginae Lopatin, 1992
- Chrysolina vernalis Brullé, 1832
- Chrysolina vignai Daccordi, 1978
- Chrysolina viridana Küster, 1844
- Chrysolina viridiopaca Lopatin, 2004
- Chrysolina wangi Lopatin, 2005
- Chrysolina warchalowskii Lopatin, 2005
- Chrysolina weisei Frivaldszky, 1883
- Chrysolina wollastoni Bechyné, 1957
- Chrysolina yupeiyuae Lopatin, 1998
- Chrysolina zamotajlovi Medvedev & Ochrimenko in Medvedev & Okhrimenko, 1991
- Chrysolina zangana Chen & Wang in Wang & Chen, 1981
- Chrysolina zhongdiana Chen, 1984